# Maevia albozonata
Maevia albozonata is een spinnensoort in de taxonomische indeling van de springspinnen (Salticidae).
Het dier behoort tot het geslacht Maevia. De wetenschappelijke naam van de soort werd voor het eerst geldig gepubliceerd in 1882 door Hasselt.